# Dragan Šutanovac
Dragan Šutanovac, cyr. Драган Шутановац (ur. 24 lipca 1968 w Belgradzie) – serbski inżynier, polityk i samorządowiec, parlamentarzysta, w latach 2007–2012 minister obrony, od 2016 do 2018 przewodniczący Partii Demokratycznej.

## Życiorys
Absolwent szkoły podstawowej i średniej w Belgradzie, ukończył następnie studia na Wydziale Mechanicznym Uniwersytetu w Belgradzie. Kształcił się również zagranicą na podyplomowych studiach z zakresu bezpieczeństwa narodowego. W 1997 dołączył do Partii Demokratycznej. Od 2000 wybierany z jej rekomendacji na posła do Skupsztiny. Był przewodniczącym i wiceprzewodniczącym parlamentarnej komisji obrony i bezpieczeństwa. W 2000 i w 2004 uzyskiwał również mandat radnego Belgradu. W 2000 odbywał staż w Parlamencie Europejskim. W tym samym roku został powołany na doradcę federalnego ministra spraw wewnętrznych, a rok później został asystentem ministra.
W 2007 objął urząd ministra obrony w rządzie Vojislava Koštunicy. Utrzymał to stanowisko również w powołanym w 2008 gabinecie Mirka Cvetkovicia, zajmując je do 2012. Po wyborach parlamentarnych w 2012 ponownie zasiadł w Zgromadzeniu Narodowym, utrzymując mandat również w 2014 i wykonując go do 2016. We wrześniu tegoż roku został wybrany na przewodniczące Partii Demokratycznej. Ustąpił w marcu 2018, powodem był słaby rezultat demokratów w wyborach miejskich w Belgradzie.